# Установка фракціонування в Порт-Нечес
Установка фракціонування в Порт-Нечес – підприємство нафтохімічної галузі у штаті Техас, що знаходиться на південному березі річки Нечес незадовго до її впадіння в озеро Сабін (утворює кордон з Луїзіаною).
Район на південному сході Техасу називають «Золотим трикутником» нафтохімічної промисловості, маючи на увазі численні виробництва у розташованих неподалік одне від одного містах Орандж, Бомонт та Порт-Артур. Розташовані тут шість установок парового крекінгу (піролізу) споживали переважно "важку" (як для нафтохімії) сировину, що призводило до виходу великих обсягів фракції С4 (бутадієн, бутени, бутан). Оскільки бутадієн є вихідною сировиною для виробництва найбільш масових синтетичних каучуків, його вилучення може мати значну економічну цінність. Як наслідок, у "трикутнику" з'явились одразу два спеціалізовані заводи з розділення фракції С4 – установка фракціонування Сабіна, котра обслуговувала піролізне виробництво спілки BASF/Total, та установка в Порт-Нечес, зведення якої на початку 1990-х розпочала компанія Texaco. Остання володіла в "трикутнику" двома піролізними виробництвами – установками в Порт-Артурі та в Порт-Нечес. Втім, ще до завершення будівництва всі три заводи були продані компанії Huntsman, яка вже й ввела фракціонатор в експлуатацію. А наприкінці 2000-х він (але не крекінг-установки) перейшов під контроль компанії TPC (раніше була відома як Texas Petrochemicals). 
Фракціонатор в Порт-Нечес має проектну потужність у 400 тисяч тонн бутадієну на рік, що робить його четвертим майдачиком з виробництва цього продукту в США після заводу TPC у Х'юстоні, тільки що згаданої установки Сабіна та піролізного виробництва в Ченнелвью. При цьому обидва заводи TPC з'єднані бутадієнопроводом Х'юстон – Порт-Нечес. 
Отримана після виділення діолефіну суміш, яка носить у нафтохімії назву raffinate-1 та багата на ізобутилен, може використовуватись для виробництва  метил-трет-бутилового етеру (MTBE). Останній отримують шляхом взаємодії ізобутилену з метанолом та використовують як високооктанову присадку для пального. Разом з установкою фракціонування TPC придбала і потужності з випуску MTBE в обсязі 475 тисяч тонн на тік (11 тисяч барелів на добу). Втім, станом на початок 2010-х років компанія припинила продукувати етер на майданчику в Порт-Нечес. При цьому можливо відзначити, що в Порт-Нечес все-таки здійснюється виробництво MTBE, проте іншою компанією – корпорація Huntsman залишила собі потужності, не пов'язані у технологічний ланцюжок з фракціонуванням ізобутилену. Річ у тім, що на майданчику в Порт-Нечес також існує установка з виробництва оксиду пропілену та MTBE (в обсягах 238 та 766 тисяч тонн на рік відповідно), сировиною для якої слугує ізобутан.